# Trichardopsis richteri
Trichardopsis richteri là một loài ruồi trong họ Asilidae. Trichardopsis richteri được Oldroyd miêu tả năm 1958.